# Crianza sobre lías

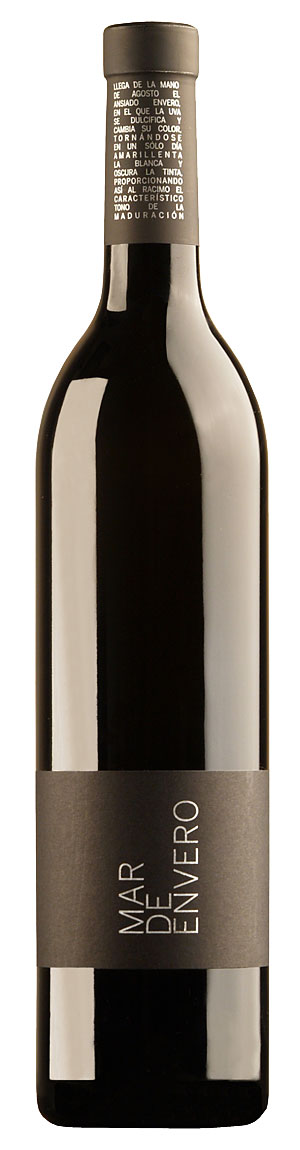
Vino blanco elaborado con crianza sobre lías

La crianza sobre lías es un proceso que proporciona  al vino ciertas propiedades organolépticas y una mejoría de su estabilidad físico-química.
Las lías son microorganismos, principalmente levaduras, encargadas de realizar la fermentación alcohólica, y en menor grado bacterias, sobre todo si el vino no realizó la fermentación maloláctica, que al terminar su actividad, se mueren y se van descomponiendo, proceso conocido como autólisis. En esta descomposición, van cediendo compuestos (las manoproteínas son las más deseadas) que se encuentran principalmente en su pared celular, consiguiendo mejorar las características del vino.
Para conseguir una homogeneidad en el reparto de compuestos provocado por la autólisis de las levaduras, el vino tendrá que ser removido. 
Si se encuentra en barricas, el método más tradicional es el battonnage, que consiste en introducir un utensilio con forma de bastón y girarlo en círculos para generar movimiento en el vino. De esta manera las lías que se encuentran precipitadas en el fondo de la barrica, se repartirán por todo el interior del recipiente. Pero si se halla en un depósito, se tendrá que realizar un remontado, y este método consiste en generar un circuito cerrado, de tal modo que se succiona el líquido por la parte inferior y se devuelve por la superior, originando un movimiento que hará que las lías se distribuyan de manera más regular.
Ventajas:
- Se  alcanza mayor estabilidad del vino. Tendrá menos precipitados.

- Suaviza la astringencia (sensación de sequedad en la boca).

- Aparecen nuevos aromas y mejora la persistencia.

- Aumenta la untuosidad del vino. Sensación de volumen que se percibe en la boca.

- En el caso de los espumosos, mejora las características espumantes.

- Protegen al vino de la oxidación, puesto que las lías consumen oxígeno.

Inconvenientes:
- Si el vino pasa por madera, aumenta el riesgo de contaminación por brettanomyces.

- Aumenta el riesgo de que aparezcan olores de reducción (falta de oxígeno).

- Es una práctica complicada y onerosa, ya que implica una inmovilización de los stocks y una importante dedicación de los recursos de la bodega.

- Datos: Q5790893